# Adolf Block
Adolf Block, nemški general in pravnik, * 17. oktober 1893, Büdingen, † 24. november 1990, Büdingen.